# Сламбек, Жайна
Жайна Сламбек, Жайна Сламбековна Жаксылыкова (каз. Жайна Сламбекқызы Жақсылықова; 12 ноября 1974, село Куандария, Кармакшинский район, Кызылординская область, КазССР, СССР) — казахстанская журналистка, телеведущая, руководитель и ведущий аналитической программы «Apta» на телеканале «Qazaqstan». Лауреат Премии Президента Республики Казахстан в области средств массовой информации (2019).

## Биография
Родилась 12 ноября 1974 года в селе Куандария Кармакчинского района Кызылординской области.
В 1996 году окончила факультет журналистики Казахского национального университета имени Аль-Фараби. После окончания университета начала трудовую путь в агентстве «Хабар».
С 1996 года по 2014 год — работала корреспондентом, комментатором, исполнительным продюсером, директором дирекции информационно-аналитических программ.
С февраля 2014 года до июля 2019 года — работала на телеканале «Астана». Была автором и ведущей информационно-аналитической программы «Біздің уақыт».
С августа 2019 года руководитель и ведущая аналитической программы «Apta» на телеканале «Qazaqstan».
Была преподавателем кафедры печати и электронных средств массовой информации факультета журналистики Казахского национального университета.

## Награды
- 1999 — Премия союза журналистов Казахстана;
- 2019 — Премия Президента Республики Казахстан в области средств массовой информации — за вклад в развитии отечественной тележурналистики.;[1]
- 2020 — Национальная телевизионная премия «Тумар» по номинации «Лучший телеведущий года»;[2]
- 2021 — Премия имени Нуртилеу Имангалиулы «За вклад в развитие казахской журналистики»;[3][4]
- 2021 (2 декабря) — Указом президента РК награждена орденом «Курмет» — за вклад в развитие отечественной журналистики и профессионализм.;[5]